# Ceramioideae
Ceramioideae, potporodica crvenih alga, dio porodice Ceramiaceae. Danas postoji 426 priznatih vrsta unutar 30 rodova i 7 tribusa

## Podjela
- Tribus Antithamnieae Hommersand, 50

1. Acrothamnion J.Agardh, 2
2. Antithamnion Nägeli, 40
3. Hollenbergia Wollaston, 2
4. Macrothamnion Wollaston, 4
5. Perikladosporon Athanasiadis

- Tribus Ceramieae C.Agardh ex Greville, 290

1. Ardreanema R.E.Norris & I.A.Abbott,1
2. Campylaephora J.Agardh, 	5
3. Carpoblepharis Kützing, 4
4. Centroceras Kützing,	18
5. Centrocerocolax A.B.Joly, 	1
6. Ceramium Roth, 211
7. Corallophila Weber Bosse, 	11
8. Gayliella T.O.Cho, L.McIvor & S.M.Boo,	16
9. Herpochondria F.Schmitz & Falkenberg, 	6
10. Microcladia Greville, 	10
11. Reinboldiella De Toni, 	6
12. Syringocolax Reinsch, 	1

- Tribus  Dohrnielleae Feldmann-Mazoyer, 34

1. Antithamnionella Lyle, 26
2. Callithamniella Feldmann-Mazoyer, 5
3. Dohrniella Funk, 3

- Tribus Heterothamnieae E.M.Wollaston 19

1. Acrothamniopsis Athanasiadis & Kraft, 1
2. Amoenothamnion Wollaston, 3
3. Elisiella Womersley, 2
4. Heterothamnion J.Agardh, 4
5. Leptoklonion Athanasiadis, 1
6. Tetrathamnion E.M.Wollaston ,2
7. Trithamnion Wollaston, 6

- Tribus Pterothamnieae Athanasiadis 28

1. Pterothamnion Nägeli, 	28

- Tribus Scagelieae Athanasiadis, 	3

1. Scagelia E.M.Wollaston, 3

- Tribus Scagelothamnieae Athanasiadis 	2

1. Scagelothamnion Athanasiadis 	2